# Zátažná pletenina

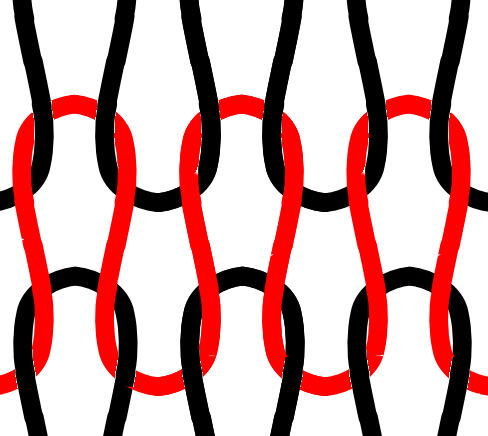
Schéma: Řádky zátažné pleteniny

Zátažná pletenina (angl.: weft-knit fabric, něm.: Strickware) je plošná textilie, která vzniká postupným proplétáním jedné niti na jednotlivých jehlách ve směru řádku a po jeho zhotovení přechází na nový řádek.
Název je odvozen od zatahování, což je tvoření kliček mezi jehlami (s pomocí platin) na pletacích strojích.

## Pletací stroje a zařízení
Konstrukce strojů na výrobu zátažných pletenin se zakládají na postupu práce při ručním pletení, textilie zhotovené ručním pletením se však neoznačují jako zátažné pleteniny.
Průmyslově se zátažné pleteniny vyrábí na okrouhlých nebo plochých strojích, od plochých strojů jsou odvozeny pletací přístroje na ruční pohon, které se používají k výrobě malých sérií a k amatérskému pletení.
Stroje jsou často doplněny vzorovacími zařízeními, ke kterým patří zejména žakárové ústrojí, zámky, vzorovací kola a bubínky a mnoho jiných. Pleteniny se také často vzorují různobarevnými nitěmi. U moderních strojů je vzorování programováno a řízeno přes počítač.
Dříve se zátažné pleteniny vyráběly (na okrouhlých strojích) také z více nití předkládaných ve formě osnovy, tato (nerentabilní) technologie se však v posledních letech prakticky nepoužívá. 

## Vazby a druhy zátažných pletenin
K základním vazbám se počítá jednolícní, oboulícní, obourubní vazba a interlok v různých variantách. Často používané vazební elementy jsou kličky (chytové, plyšové aj.), převěšování oček, útek.
Z kombinací základních vazeb a vazebních elementů se za pomoci vzorovacích zařízení tvoří varianty, od kterých je odvozená většina názvů zátažných pletenin, např. patent, plisé, plyš, piké, ažura, petinet, intarzie, copánek atd.

## Vlastnosti
Některé vlastnosti jsou závislé na vazbě zátažné pleteniny:
| Vazba                      | jednolícní      | oboulícní                      | obourubní    | interloková                    |
| roztažnost podélná         | 10-20 %         | mírná                          | velmi vysoká | vysoká                         |
| roztažnost v příčném směru | 30-50 %         | 50-100 %                       | vysoká       | mírná                          |
| roztažnost plošná          | mírná až vysoká | vysoká                         | velmi vysoká | mírná                          |
| možnost párání             | z obou konců    | jen z konce naposled pleteného | z obou konců | jen z konce naposled pleteného |
| -------------------------- | --------------- | ------------------------------ | ------------ | ------------------------------ |

Z dalších vlastností se hodnotí zejména prodyšnost, tepelně izolační schopnosti, plnost, navlhavost

## Použití zátažných pletenin
Spodní prádlo, punčochy, svrchní ošacení, technické výrobky, oděvní doplňky aj.

## Galerie zátažných pletenin

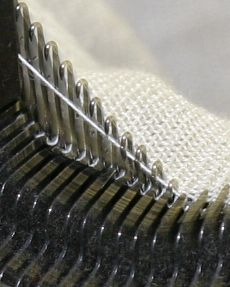
Vznik zátažné pleteniny na okrouhlém stroji
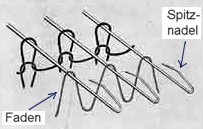
Schéma:Zatažená nit na plochém pletacím stroji
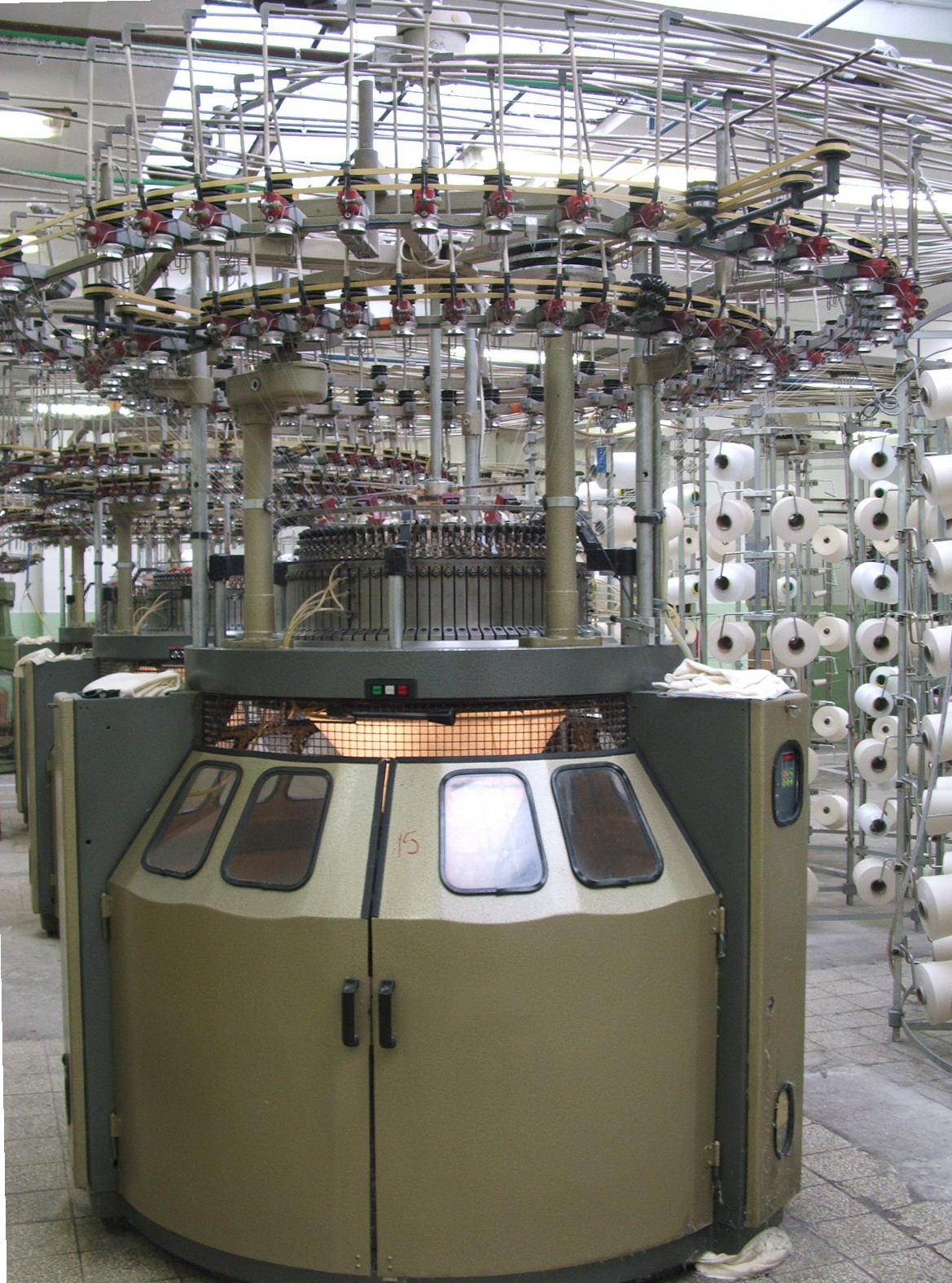
Okrouhlý pletací stroj
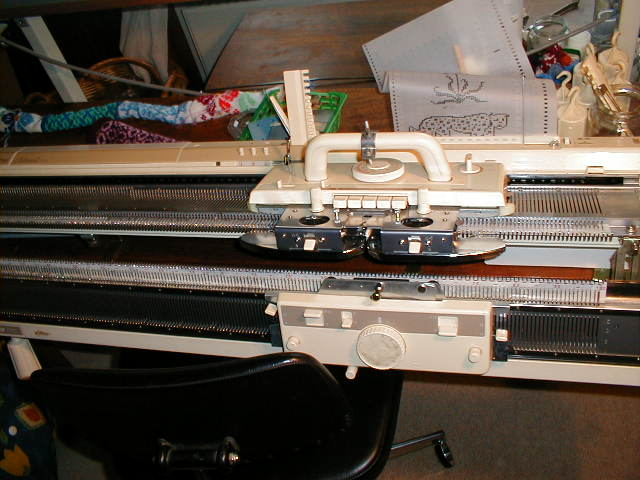
Zátažný plochý stroj na amatérské pletení
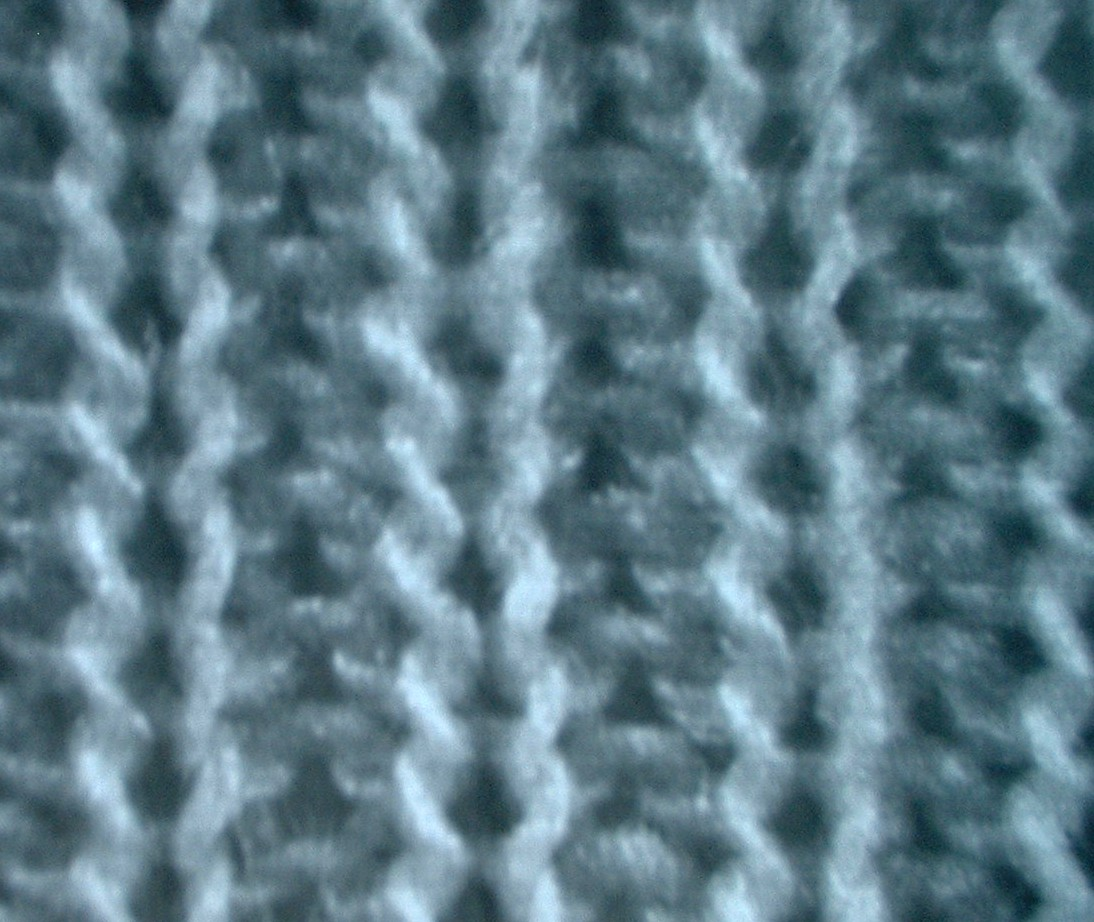
Pletenina v hladké oboulícní vazbě
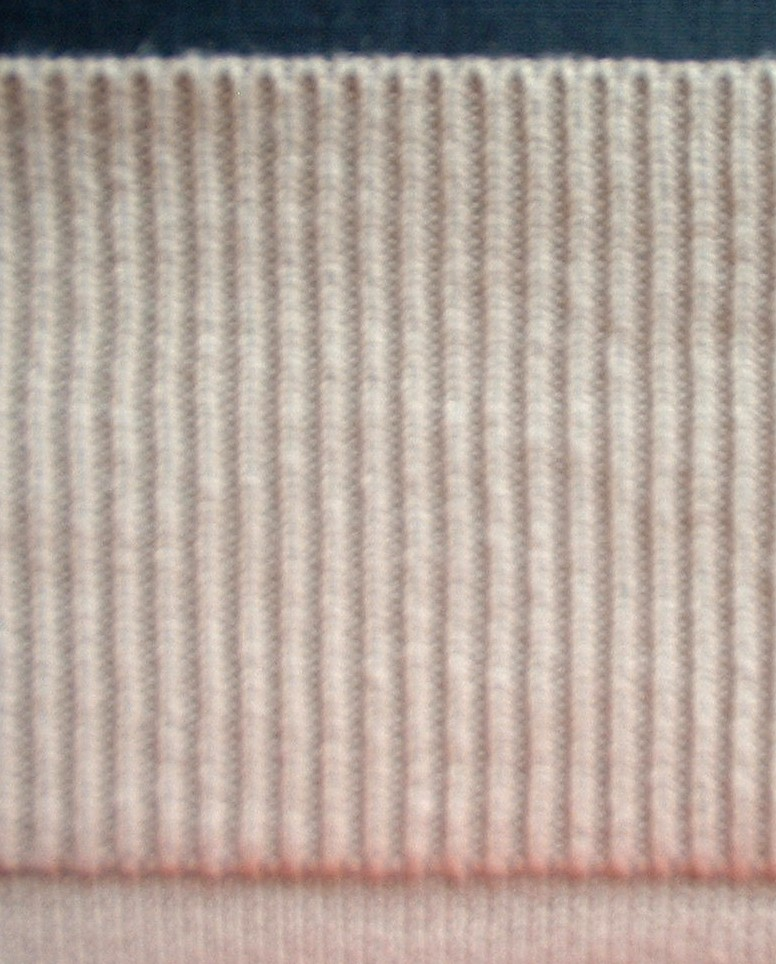
Náplet na svetru s vazbou „ patent“
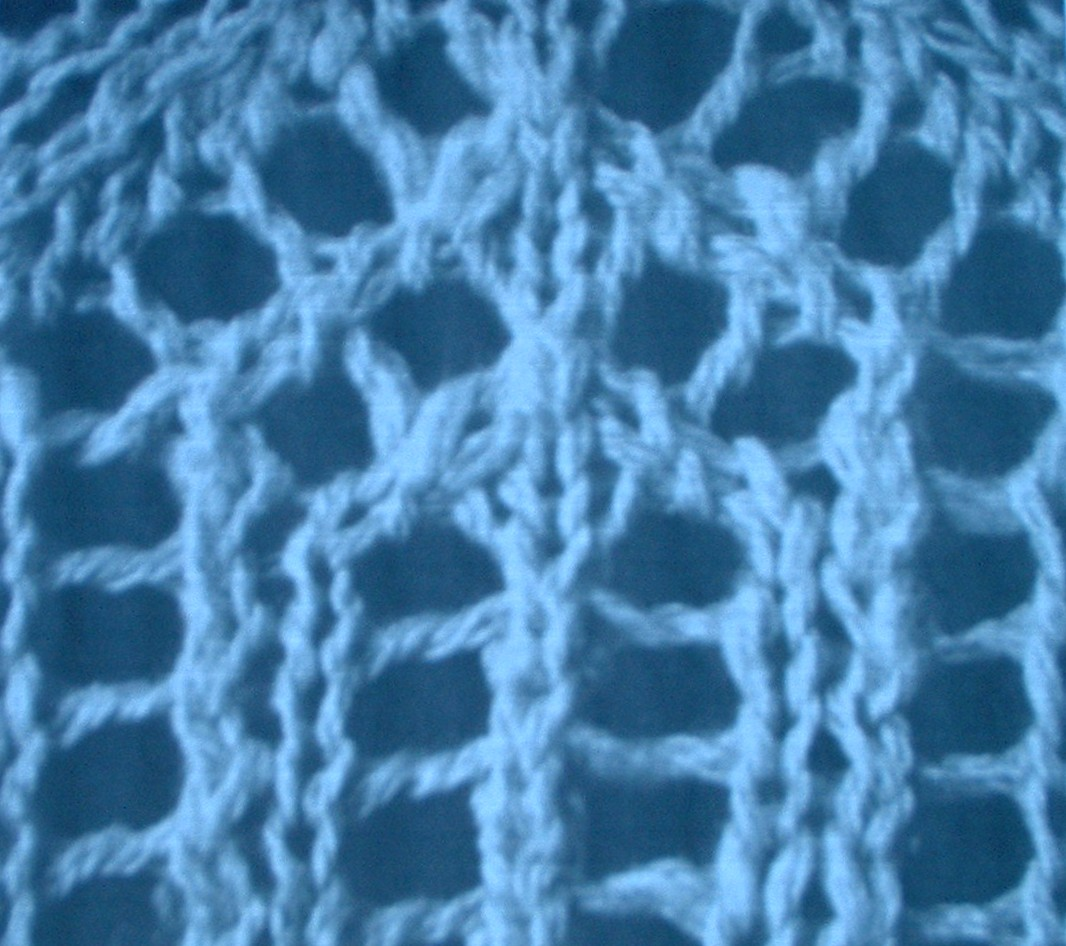
Petinetový vzor
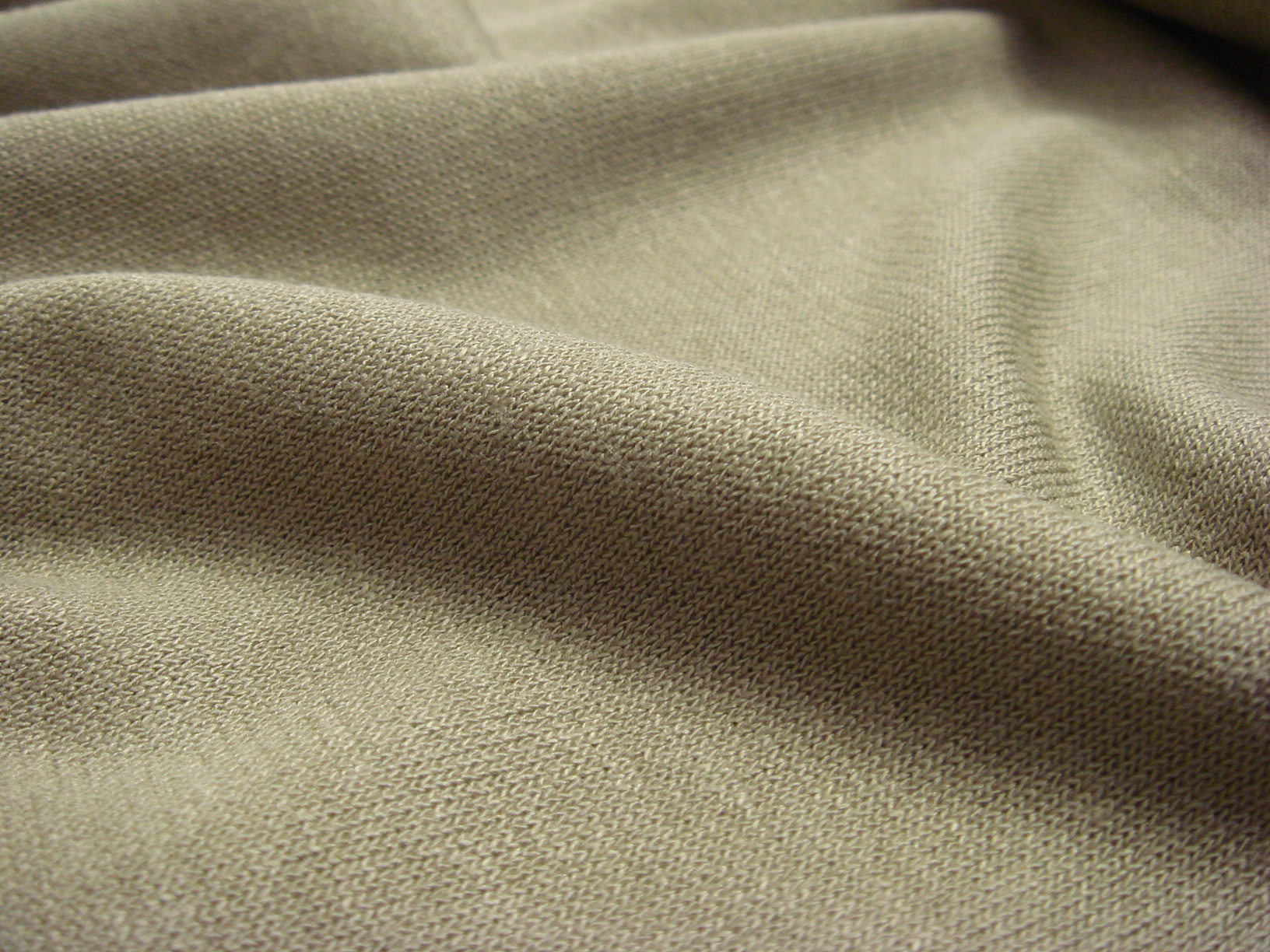
Interloková pletenina